# Dussia coriacea
Dussia coriacea là một loài thực vật có hoa trong họ Đậu. Loài này được Pierce miêu tả khoa học đầu tiên.